# Totjärvi
Totjärvi är en sjö i kommunen Taipalsaari i landskapet Södra Karelen i Finland. Sjön ligger 85,7 meter över havet. Den är 12,5 meter djup. Arean är 60 hektar och strandlinjen är 8,17 kilometer lång. Sjön  ingår i Vuoksens huvudavrinningsområde.   Den ligger omkring 28 km nordväst om Villmanstrand och omkring 190 km nordöst om Helsingfors. 